# Hrvatski nogometni kup 2013-2014 (tabellini)
Questa voce raccoglie un approfondimento sulle gare dei turni eliminatori dell'edizione 2013-2014 della Coppa di Croazia di calcio.

## Semifinali

### Andata
| Arbitro: | Andrej Burilo (Osijek) |

|  |           |                              |
|  | Marcatori | 56’ Z. Pamić 73’ M. Brozović |

| Arbitro: | Goran Gabrilo (Spalato) |

|                     |           |                |
| A. Kramarić 59’ 61’ | Marcatori | 9’ D. Radonjić |

### Ritorno
| Arbitro: | Marin Vidulin (Canfanaro) |

|                    |           |         |
| Čop 27’ Brodić 83’ | Marcatori | 52’ Rak |

| Arbitro: | Bruno Marić (Daruvar) |

|  |           |                |
|  | Marcatori | 68’ Krstanović |